# Florida College System

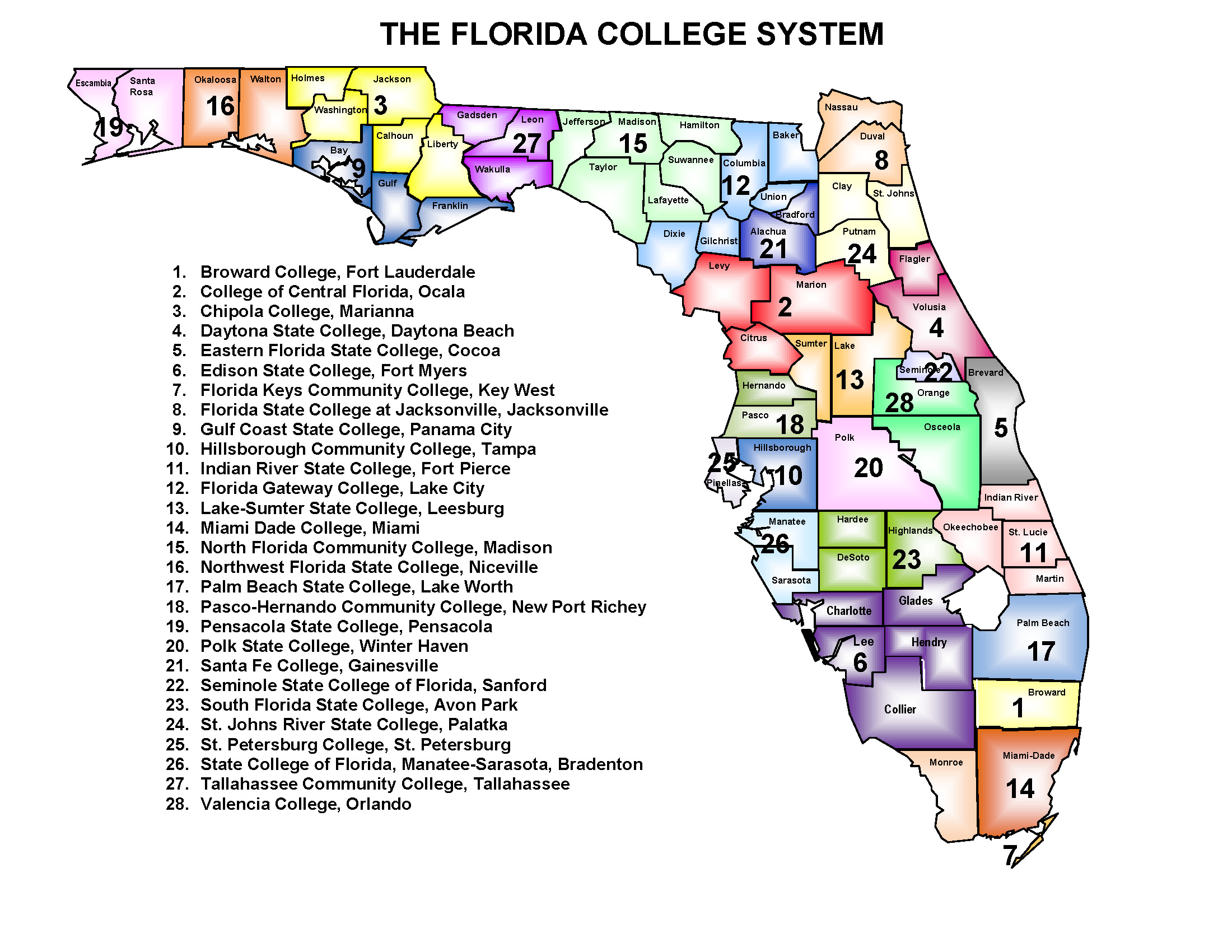
Mapa del sistema

El Florida College System es un sistema universitario público de Florida (Estados Unidos). 
Está compuesto por 28 instituciones de educación superior denominadas community colleges, junior colleges, technical colleges, ó city colleges que ofrecen principalmente titulaciones de dos años (grado de asociado) o titulaciones propias, aunque en los últimos tiempos algunas han añadido ya programas de cuatro años que conducen a la obtención del título de grado, por lo que el sistema cambió de nombre en 2009 al actual. Anteriormente se denominaba Florida Community College System.
Junto con el sistema universitario estatal de Florida, donde se integran las otras doce universidades públicas de Florida (aquellas que ofrecen programas de cuatro años y de postgrado), conforma el sistema público de educación superior en el estado.
El sistema está formado por las siguientes universidades:
- Broward College
- Chipola College
- College of Central Florida
- Daytona State College
- Eastern Florida State College
- Edison State College
- Florida Gateway College
- Florida Keys Community College
- Florida State College at Jacksonville
- Gulf Coast State College
- Hillsborough Community College
- Indian River State College
- Lake–Sumter State College
- Miami Dade College
- North Florida Community College
- Northwest Florida State College
- Palm Beach State College
- Pasco-Hernando Community College
- Pensacola State College
- Polk State College
- Santa Fe College
- Seminole State College of Florida
- South Florida State College
- St. Johns River State College
- St. Petersburg College
- State College of Florida, Manatee-Sarasota
- Tallahassee Community College
- Valencia College